# Muscodor roseus
Muscodor roseus är en svampart som beskrevs av Worapong, Strobel & W.M. Hess 2002. Muscodor roseus ingår i släktet Muscodor och familjen kolkärnsvampar.   Inga underarter finns listade i Catalogue of Life.